# Bratko Bibič
Bratko Bibič  (* 1957 in Ljubljana) ist ein slowenischer Akkordeonist.

## Leben und Wirken
Bibič, der Philosophie und Soziologie studierte, trat seit seinem 17. Lebensjahr als Musiker auf. Er wurde zunächst im Bereich der Rockmusik bekannt, der in den 1980er Jahren in den Bands Begnagrad und Nimal spielte, die beide slawische Volksmusik mit Art Rock fusionierten: Begnarad tourte in den frühen 1980er Jahren durch Jugoslawien und die Schweiz und veröffentlichte 1982 ihre einzige LP; die 1987 gegründete internationale Band Nimal, zu der neben ihm Tom Cora, Pippin Barnett, Momo Rossel und Jean-20 Huguenin gehörten, veröffentlichte zwei Alben in den späten 1980er Jahren; 1991 löste sie sich auf.
Bibič war dann als Film- und Tanzmusiker aktiv. Im Jahr 1995 veröffentlichte er sein Debüt-Album unter eigenem Namen, Bratko Bibič and the Madleys of Bridko Bebič. Im folgenden Jahr schloss sich Bibič dem Accordion Tribe an, einer internationalen Gruppe von Akkordeonisten um Guy Klucevsek, Maria Kalaniemi, Lars Hollmer und Otto Lechner, die erfolgreich mehrere Tourneen in Europa und Nordamerika durchführte und drei Alben bei Intuition veröffentlichte. Weiterhin trat er mit seinen Madleys und im Duo mit Otto Lechner, Matjaž Sekne, Shirley Anne Hofmann und Wädi Gysi auf; zudem arbeitete er mit Martin Krpan und im Orkester Ben Jeger.

## Diskographische Hinweise
- Bratko Bibič and the Madleys of Bridko Bebič (LabelUsineS 1995)[1]
- Na Domacem Vrtu (In the Family Garden; Nika Records 2002)
- Bratko Bibič & The Madleys / Rämschfädra & Shirley A. Hofmann: Ein guter Geist aus Grünenwald – Verkörperungen: Live at Alpentöne (Bergtöne 2009)
- Kabinet čudes Brutka Bimbiča (Klopotec 2013)
- Hommage à Cliché (Klopotec 2019, mit Paul Schuberth, Victoria Pfeil, Tomáš Novák, Jelena Popržan, u. a)